# Ga chợ Seomun
Ga chợ Seomun là ga đường sắt đang được xây dựng. Nó trên Tàu điện ngầm Daegu tuyến 3 ở Daesin-dong, và Sijangbungno, quận Jung, Daegu, Hàn Quốc. Nó được đặt tên là Chợ Seomun, và còn gọi là Ga trung tâm y tế Dongsan.